# 신들린 연애
《신들린 연애》는 대한민국 의 SBS 에서 방영 중 인 리얼리티 예능 프로그램이다.

## 기획 의도
늘 남 의 연애 운 만 점 쳐 주던 용한 점술가 들 이 자신 의 연애 운 을 점치기 시작한다.
얽히고 설킨 러브 라인 속 서로 꿰뚫고 꿰뚫리는 남녀 8 인 의 마음 !
피할 수 없는 운명 과 본능적 이끌림 사이 에서 그 들 은 과연 운명 의 상대 를 알아 볼 수 있을까 ?
점술가 들 의 촉 과 감 이 난무 하는 기기묘묘 한 연애 리얼리티!

## 출연진
- 신동엽
- 유인나
- 가비
- 유선호
- 박성준

## 시청률
최저 시청률과 최고 시청률은 시청률 조사회사와 지역별로 시청률에 차이가 있을 수 있습니다.

### 2024년
| 회차 | 방송일   | 시청률          | 시청률            | 비고 |
| 회차 | 방송일   | 대한민국 (전국) | 대한민국 (수도권) | 비고 |
| ---- | -------- | --------------- | ----------------- | ---- |
| 1    | 6월 18일 | 1.6%            | -                 |      |
| 2    | 6월 25일 | 2.2%            | 2.4%              |      |
| 3    | 7월 2일  | 2.0%            | -                 |      |
| 4    | 7월 9일  | 1.9%            | -                 |      |
| 5    | 7월 16일 | 1.9%            | -                 |      |
| 6    | 7월 23일 | 2.2%            | -                 |      |

### 2025년
| 회차 | 방송일   | 시청률          | 시청률            | 비고 |
| 회차 | 방송일   | 대한민국 (전국) | 대한민국 (수도권) | 비고 |
| ---- | -------- | --------------- | ----------------- | ---- |
| 1    | 2월 25일 | 1.5             |                   |      |
| 2    | 3월 4일  | 1.4             |                   |      |
| 3    | 3월 11일 | 1.5             |                   |      |
| 4    | 3월 18일 | 1.1             |                   |      |
| 5    | 3월 25일 | 1.4             |                   |      |
| 6    | 4월 1일  | 1.2             |                   |      |
| 7    | 4월 8일  | 1.2             |                   |      |
| 8    | 4월 15일 | 1.0             |                   |      |
| 9    | 4월 22일 | 1.3             |                   |      |
| 10   | 4월 29일 |                 |                   |      |